# مسرحية النزهة
النزهة هي مسرحية كتبها ويليام إنج عام 1953، وعرضت لأول مرة في مسرح ميوزك بوكس ومسرح برودواي في التاسع عشر من فبراير عام 1953 وكانت من إنتاج نقابة المسرح وإخراج جوشوا لوغان والتي استمرت لـ 477 عرضاً.
قام الممثلون الأصلييون بدور كل من رالف ميكير وإيلين هيكارت وآرثر أوكونيل وجانيس رول وريتا شو وكيم ستانلي وپول نيومان. وقد فاز ويليام إنج بجائزة (بوليتزر) عام 1953 للدراما المسرحية وحصل لوجان على جائزة (توني) لأفضل مخرج، كما فازت المسرحية بجائزة دائرة نقاد الدراما في نيويورك لأفضل مسرحية آنذاك.
كانت مسرحية النزهة أول ظهور لبول نيومان برودواي -لم يكن معروفاً ذلك الوقت- فقد اجتهد نيومان ليحصل على الدور الرئيسي لـ (هال) لكن المخرج جوشوا لوجان ظن أن نيومان غير ملائم لإيصال الصفات البدنية للشخصية الرئيسة، ونتيجةً لذلك فقد منح رالف مايك دور الشخصية هال وجانيس رول دور الشخصي ميدج، بينما لعب نيومان دور آلان سيمور -زميل هال السابق في سكن الجامعة- وأثناء لعبه هذا الدور حاول فهم شخصية هال جيداً حتى استطاع في نهاية المطاف أن يؤدي دور هال.

## الملخص
في يوم العمال وعندما كان الجميع يستعد لنزهة الحي وصل رحالٌ للبلدة يدعى هال كارتر، كان يبحث عن عملٍ ويوّد لقاء صديقه في الجامعة آلان والذي كان يواعد ميدج أوينز مع نية الزواج بها! أدى هال أعمالاً صغيره عند ترحيبه بهيلين بوتس وكانت جارتها فلو أوينز لاتثق بهال خصوصاً حول ابنتيها ميدج وميلي، وبما أن ميلي الخجولة ليس لديها رفيق لنزهة الحي فقد اقترحت السيدة بوتس أن تتخذ هال رفيقاً لها مما أثار غضب فلو! وافق هال لاصطحاب ميلي ولكنه كان مهتم أكثر بأختها ميدج، فقد كان بينهما تجاذب لايمكن إنكاره مهما حاولوا محاربته. 
بينما كانوا يستعدون لنزهة الحي كانت عائلتهم وأصدقائهم يرقصون في حديقة السيدة فلو على الموسيقى القريبة منهم. كان هال يستغرق في التفكير بكل من ميلي وميدج وكلتاهما تتنافسان على اهتمامه! كانت روزماري -معلمة كبيرة- تتجول في منزل أوينز ملاحظةً ومترصدةً وقد لفت انتباهها هال عاري الصدر بينما كانت تنتظر رفيقها لنزهة الحي مالك المحل هاورد بيفانز. وبينما كان ميدج وهال يرقصان بشغف قاطعتهم روزماري السكيرة حتى تتمكن من الرقص مع هال، ظلت روزماري تمزق قميص هال بينما هاورد يحاول إبعادها عنه. في الجهة الأخرى ميلي مرضت من شربها الكثير من الويسكي من دون أن يلقي لها أحد بالاً، ورزماري ألقت اللوم على رفيقها هال قائلةً أنه لن يرتفع عن الحضيض وفلو تنضم لانتقاده أيضاً.
جلس هال تحت الظلال بمفرده بينما كان الجميع يغادرون لنزهة الحي. أما بالنسبة لروزماري وصديقها الحميم هاورد قرروا عدم الذهاب لنزهة الحي والذهاب في نزهة بالسيارة بدلاً من ذلك. بقيت ميدج حتى تغير فستانها وعند ذهابها للخارج حاولت مواساة هال، وبعد محادثة عميقة تبادلوا القبل وهربوا معاً وقضوا بقية ليلتهم في السيارة. بعد ذلك أعاد هاورد روزماري للمنزل وعند مغادرته توسلت روزمارري هاورد من أجل أن يتزوجها. وعند عودة ميدج وهال كانت ميدج تشعر بالخزي مما فعلاه ولكن هال طلب منها قبلة واحدة أخيرة وأعيد إحياء شغفهم بعد تلك القبلة.
عندما أتى الصباح، كانت فلو مذعورة لرؤيتها بكاء ميدج الهستيري. بعد ذلك غادرت روزماري مع هاورد للزواج وذهب الجميع إلى الشارع لرؤيتهما. أثناء ذلك وعند بقاء ميدج لوحدها في الفناء الخلفي ظهر هال للتحدث إليها فقد أمضى الليلة يحاول الاختفاء بعدما أبلغ عليه آلان زوراً أنه سرق سيارته وكانت هذه محاولة آلان لطرد هال من المدينة عقاباً له لسرقة ميدج منه. عاد الآخرون للفناء وغادر هال بعد دفاعه عن نفسه بعد محاولة آلان لإبقاءه بعيداً ولكن كان ذلك بعد أن أخبر ميدج أنه يحبها ويود أن تأتي معه رغم رفض فلو! وأخيراً بعد رحيله أدركت ميدج أنها تحبه ودخلت للمنزل باكية. غادر آلان وكما هو واضح انتهت علاقتهما. بعد فترة وجيزة خرجت ميدج من المنزل بحقيبة سفر وأخبرت والدتها بأنها ستلحق بهال. تنتهي المسرحية بفلو وهي تشاهد ابنتها ترحل.

## الشخصيات
طاقم الممثلين الأصليين في إنتاج مسرح ميوزك بوكس عام 1953 (حسب ترتيب ظهورهم):
- روث ماكديفيت - هيلين بوتس - جار (فلو)
- رالف مايكر - هال كارتر - عينته (هيلين) وهو صديق (آلان) القديم في الجامعة
- كيم ستانلي - ميلي أوينز - الابنة الصغرى لـ (فلو)
- موريس ميلر - المفجر - طفل من الحي
- جانيس رول - ميدج أوينز - الابنة الكبرى لـ (فلو)
- بيجي كونكلن - فلو أوينز - أُم (ميدج) و (ميلي)
- ايلين هيكارت - روزماري سيدني - معلمة ومستأجرة لغرفة في منزل (فلو)
- بول نيومان - آلان سيمور - خليل (ميدج)و صديق (هال) القديم في الجامعة
- ريتا شو - إيرما كرونكايت - معلمة، صديقة (روزماري)
- إليزابيث ويلسون - كريستين شونوالدر - معلمة، صديقة (روزماري)
- آرثر أوكونيل - هوارد بيفانز - خليل (روزماري)

## الإخراج المسرحي
تجادل ويليام إنج والمخرح جوشوا لوجان حول مكان مسرحية النزهة لذلك عرضت المسرحية نمطياً بالمناظر الأصلية للشرفتين الخلفيتين، وهذا قد يسمح ببعض التغييرات البسيطة أو حتى قد تكون معدومة مما يدعوا للسخرية بعض الشيء! حيث أن المسرحية تسمى بالنزهة ولكن لاتوجد أي مشاهد توحي بالتنزه، أما مشاهد المنازل تظهر عادةً متهدمة قليلاً وطبيعية بقدر الإمكان.

## الموسيقى
في هذه المسرحية توجد عدة أمثلة تشير فيها الشخصيات للبيانو والفرق الموسيقية التي تُعزف في الشارع، جميعها كانت في مشهد الرقص الثاني، حيث كانت الشخصيات المختلفة تتراقص مع بعضها البعض ويتعارفون على بعضهم بشكل أفضل، وأيضاً بعض النزاعات الرئيسة بدأت أثنائها. ذكرت ميلي الموسيقى عندما بدأت في المسرحية ويبدو أنها كانت مهمة لها، فهي من محبي الفن وإضافة التغيير في العالم والتي يمكن القيام بها مع الموسيقى. توضح ميلي أن الموسيقى تُعزف من فرقة تدعى إرني هيجينز وأصحاب السعادة، فالاسم يوحي بالسعادة والسرور ويجلب معه أيضاً شعور الحرية.

## تاريخ الإنتاج
فتتحت مسرحية النزهة على برودواي في مسرح ميوزك بوكس بنيويورك في التاسع عشر من فبراير عام 1953، وأُنتجت من نقابة المسرح وإخراج جوشوا لوغان. شمل الممثلون الأصليون للمسرحية كل من رالف ميكر بدور هال، وجانيس رول بدور ميدج، وكيم ستانلي بدور ميلي، وبيجي كونكلين بدور فلو، وبول نيومان بدور آلان. بعد ذلك طافت المسرحية طوال عامي 1954 و 1955، وفي عام 1955، وأُنتجت المسرحية في عدة ولايات مختلفة منها مسرح بوكز كنتري في بنسلفانيا وكان ذلك في 30 مايو، ومسرح باسادينا في كاليفورنيا 28 يوليو، وفي مسرح كيب في دينيس بأغسطس. وفي إنجلترا افتتحت مسرحية النزهة في مسرح بلغراد في كوفنتري في 14 أبريل عام 1958 مع مناظر طبيعية وأزياء صممها باري كاي. أعيد إنتاج المسرحية في عام 1994 من شركة راوندباوت ثيتر وكانت من بطولة كايل تشاندلر وتيت دونوفان وآشلي جود.

## الاقتباسات
اُختير بول اوزبورن لتحويل مسرحية النزهة إلى مسرحية موسيقية في الستينات وسميت بسبتمبر الحار، وبدلاً من الذهاب إلى مسرح آلفين في برودواي في أكتوبر عام 1965 عرضت المسرحية الموسيقية الأولى في بوسطن وأغلقت في غضون بضعة أسابيع. قام ويليام إنج بإعادة كتابة مسرحية النزهة في السبعينات وكانت بعنوان (شجاع الصيف)، وافتتحت في مسرح ذا ايكوتي لايبراري ثيتر في نيويورك عام 1973 وكانت قبل شهرين من انتحار إنج، ولكن تم إعادة إحياؤها بعد ذلك بعامين في مسرح (ANTA) وهذه المرة استمرت لـ 18 عرضٍ.
حولت مسرحية النزهة لفيلم من إنتاج كولومبيا بيكتشرز وإخراج جوشوا لوغان وأصدر الفيلم في ديسمبر 1955، وقد رشح الفيلم لست جوائز أكاديمية وفاز بجائزتين. كان ويليام هولدن وكيم نوفاك وروزاليند راسل وآرثر أوكونيل من أبرز أعضاء طاقم العمل.
وكانت هناك أيضاً حلقة تلفازية خاصة سميت (بالنزهة، برودواي) عرضت على شو تايم وبُثت في العاشر من نوفمبر عام 1986. شارك بالحلقة كل من جينيڤر جاسون لي وغريغوري هاريسون ورو ماكلانان وديك فان باتن وكونشاتا فيريل ودانا هيل ومايكل ليرند، وقد أنتج الحلقة مجموعة كاتالينا للإنتاج المحدودة٬
عُرضت النسخة التشغيلية لجامعة كنساس لأول مره في أبريل 8 عام 2008، ذكر الشاعر الغنائي ومدير المسرح تيم أوسيل قائلاً «عندما طرق فوريست بيرس على عتبة بابي قائلاً أنه يود أن يؤلف شيئاً لأوبرا (KU) اغتنمت الفرصة! حيث كان كل من قسم الصوت والأوبرا قد بدؤوا يفكرون عما ستكون مساهمتنا في الاحتفال بمرور خمسين سنة لقاعة مورفي. فكرت ربما يجب علينا صنع شيء ما، وبما أن ويليام إنج هو الكاتب المسرحي الدرامي في كانساس في الخمسينات فلماذا لانستكشف إمكانية تحويل إحدى مسرحياته إلى أوبرا؟ اتفقنا على أن أفضل مسرحية للأداء الأوبرالي هي مسرحية النزهة. تشكلت الأوبرا على مدى الأشهر الست المقبلة وبحلول يونيو 2007 بدأ فوريست بالتأليف. كانت الأوبرا نوعاً ما كوميديا محلية فقد سمى إنج المسرحية بـ (رومانسية الصيف) وهي تدور حول الناس العادية، أنا وأنت على سبيل المثال، الناس الذين يتعين عليهم معرفة أن تكون على قيد الحياة ومتصل ومفيد في هذا العالم، وتحاول المسرحية أيضاً إظهار حقيقة وإمكانية حيواتنا اليومية.»
استُخدمت مسرحية النزهة لإنح كأساس للأوبرا ومسماةً عليها وبألحان ليبي لارسون في لجنة من جامعة كارولاينا الشمالية في مدرسة جرينسبورو للموسيقى والأداء المسرحي والرقص. عرضت مسرحية النزهة بألحان لارسون لأول مره يوم الخميس 2 أبريل عام 2009 في قاعة (Aycock).
تم إحياء المسرحية على مسرح برودواي عام 2013 على مسرح الخطوط الجوية الأمريكية مع ممثلين من بينهم إلين بورستين وماري ويننغهام وماجي غرايس وسيباستيان ستان وريد بيرني وإليزابيث مارفيل.